# Maltignano
Maltignano település Olaszországban, Marche régióban, Ascoli Piceno megyében. Lakosainak száma 2205 fő (2023. január 1.). Maltignano Ascoli Piceno, Folignano és Sant’Egidio alla Vibrata községekkel határos.

## Népesség
A település lakossága az elmúlt években az alábbi módon változott:
| Lakosok száma | 2391 | 2361 | 2205 |
|               | 2017 | 2018 | 2023 |